# Saidpur
Saidpur là một thị xã và là một nagar panchayat của quận Budaun thuộc bang Uttar Pradesh, Ấn Độ.

## Địa lý
Saidpur có vị trí 25°33′B 83°11′Đ / 25,55°B 83,18°Đ Nó có độ cao trung bình là 70 mét (229 feet).

## Nhân khẩu
Theo điều tra dân số năm 2001 của Ấn Độ, Saidpur có dân số 13.717 người. Phái nam chiếm 52% tổng số dân và phái nữ chiếm 48%. Saidpur có tỷ lệ 40% biết đọc biết viết, thấp hơn tỷ lệ trung bình toàn quốc là 59,5%: tỷ lệ cho phái nam là 46%, và tỷ lệ cho phái nữ là 33%. Tại Saidpur, 18% dân số nhỏ hơn 6 tuổi.